# Oana-Silvia Vlăducă
Oana-Silvia Vlăducă (n. 30 ianuarie 1978) este un deputat român, ales în legislatura 2016-2020 pe listele Partidului Social Democrat (PSD). În ianuarie 2019, a trecut la Partidul Pro România (PPR).